# Barbus macrolepis
Barbus macrolepis is een  straalvinnige vissensoort uit de familie van eigenlijke karpers (Cyprinidae). De wetenschappelijke naam van de soort is voor het eerst geldig gepubliceerd in 1889 door Pfeffer.
De soort staat op de Rode Lijst van de IUCN als Gevoelig, beoordelingsjaar 2006.